# Christian Bauer
Christian Bauer (Forbach, 11 de enero de 1977) es un ajedrecista francés que tiene el título de Gran Maestro Internacional. Además de ajedrecista, escribe sobre este deporte.
En el año 1996 ganó el campeonato de Francia. El año 2005 ganó el segundo Festival de Ajedrez de Calviá. En el año 2009 quedó primero en el Vicente Bonil, por delante de 21 grandes maestros y 33 destacados jugadores más.
En diciembre de 2007 fue derrotado por Anna Rudolf, que en ese momento tenía un Elo de 2293, 400 puntos por debajo de él, en el abierto de Vandœuvre-lès-Nancy. Tres jugadores la acusaron de hacer trampa en esa partida: Oleg Krivonosov, Vladimir Lazarev e Ilmārs Starostīts. Estos sospechaban que sus jugadas eran transmitidas a través de un dispositivo camuflado en un lápiz labial. Christian Bauer afirmó que Anna Rudolph le había ganado sin ayuda externa.
En 2010 Bauer empató en el primer puesto con seis jugadores más (Alexander Riazantsev, Vitali Golod, Nadezhda Kosintseva, Leonid Kritz, Sébastien Feller y Sébastien Mazé) en el 43 Festival de Ajedrez de Biel (Suiza).

## Libros
- 2005. Un sistema de apertura dinámico y moderno para las negras.
- 2006. Los archivos Philidor.
- 2010. Juegue la escandinava.